# هنري وايلدينغ
هنري وايلدينغ (بالإنجليزية: Henry Wilding)‏ هو مصرفي نيوزيلندي، ولد في 20 أغسطس 1844، وتوفي في 1916.